# Камара, Ибраима (футболист, 1999)
Ибраима́ Камара́ (англ. Ibrahima Camará; род. 25 января 1999, Конакри) — гвинейский футболист, полузащитник клуба «Боавишта» и сборной Гвинеи.

## Клубная карьера
Камара — воспитанник клуба «Брага». 18 августа 2018 года в матче против «Эшторил-Прая» он дебютировал во второй лиге Португалии за дублёров. 6 января 2019 года в поединке против «Витория Гимарайнш B» Ибраима забил свой первый гол за «Брага B».
Зимой 2019 года Камара перешёл в «Морейренсе», подписав контракт на 4 года. 17 февраля в матче против клуба «Тондела» он дебютировал в Примейре.
В августе 2022 года Ибраима подписал четырёхлетний контракт с командой «Боавишта». 5 сентября в поединке против «Пасуш де Феррейра» он дебютировал за новый клуб.

## Международная карьера
15 октября 2019 года в товарищеском матче против сборной Чили Камара дебютировал за сборную Гвинеи и забил первый гол в составе национальной сборной.